# Глиницька сільська рада (Радомишльський район)
Глиницька сільська рада — колишня адміністративно-територіальна одиниця та орган місцевого самоврядування у Радомишльському районі Київської та Житомирської областей УРСР з адміністративним центром у селі Глиниця.

## Населені пункти
Сільській раді на момент ліквідації були підпорядковані населені пункти:
- с. Брід
- с. Глиниця

## Історія та адміністративний устрій
Створена 1923 року в складі с. Глиниця та хутора Брід Кичкирівської волості Радомисльського повіту Київської губернії. 16 січня 1923 року раду ліквідовано, територію та населені пункти передано до складу Юрівської сільської ради.
Відновлена 31 грудня 1932 року, відповідно до постанови Президії Київського облвиконкому «Про утворення сільради в селі Глиниця Радомишльського району», в складі Радомишльського району Київської області.
Станом на 1 вересня 1946 року сільська рада входила до складу Радомишльського району Житомирської області, на обліку в раді перебували с. Глиниця та х. Брід.
Ліквідована 11 серпня 1954 року, відповідно до указу Президії Верховної Ради УРСР «Про укрупнення сільських рад по Житомирській області»; територію на населені пункти приєднано до складу Кичкирівської сільської ради Радомишльського району Житомирської області.